# Racing Club Portuense
Racing Club Portuense byl španělský fotbalový klub sídlící ve městě El Puerto de Santa María. Klub byl založen v roce 1928.

## Sezóny
| Sezóna  | Úroveň | Liga | Umístění  | Copa del Rey |
| ------- | ------ | ---- | --------- | ------------ |
| 1954/55 | 3      | 3ª   | 7. místo  |              |
| 1955/56 | 3      | 3ª   | 8. místo  |              |
| 1956/57 | 3      | 3ª   | 10. místo |              |
| 1957/58 | 3      | 3ª   | 10. místo |              |
| 1958/59 | 3      | 3ª   | 3. místo  |              |
| 1959/60 | 3      | 3ª   | 3. místo  |              |
| 1960/61 | 3      | 3ª   | 7. místo  |              |
| 1961/62 | 3      | 3ª   | 9. místo  |              |
| 1962/63 | 3      | 3ª   | 4. místo  |              |
| 1963/64 | 3      | 3ª   | 4. místo  |              |
| 1964/65 | 3      | 3ª   | 4. místo  |              |
| 1965/66 | 3      | 3ª   | 6. místo  |              |
| 1966/67 | 3      | 3ª   | 4. místo  |              |
| 1967/68 | 3      | 3ª   | 1. místo  |              |
| 1968/69 | 3      | 3ª   | 14. místo |              |
| 1969/70 | 3      | 3ª   | 7. místo  |              |
| 1970/71 | 3      | 3ª   | 4. místo  |              |

| Sezóna  | Úroveň | Liga | Umístění  | Copa del Rey |
| ------- | ------ | ---- | --------- | ------------ |
| 1971/72 | 3      | 3ª   | 6. místo  |              |
| 1972/73 | 3      | 3ª   | 4. místo  |              |
| 1973/74 | 3      | 3ª   | 8. místo  |              |
| 1974/75 | 3      | 3ª   | 6. místo  |              |
| 1975/76 | 3      | 3ª   | 12. místo |              |
| 1976/77 | 3      | 3ª   | 9. místo  |              |
| 1977/78 | 3      | 2ªB  | 10. místo |              |
| 1978/79 | 3      | 2ªB  | 15. místo |              |
| 1979/80 | 3      | 2ªB  | 3. místo  |              |
| 1980/81 | 3      | 2ªB  | 12. místo |              |
| 1981/82 | 3      | 2ªB  | 9. místo  |              |
| 1982/83 | 3      | 2ªB  | 5. místo  |              |
| 1983/84 | 3      | 2ªB  | 17. místo |              |
| 1984/85 | 4      | 3ª   | 13. místo |              |
| 1985/86 | 4      | 3ª   | 11. místo |              |
| 1986/87 | 4      | 3ª   | 15. místo |              |
| 1987/88 | 4      | 3ª   | 17. místo |              |

| Sezóna  | Úroveň | Liga       | Umístění   | Copa del Rey |
| ------- | ------ | ---------- | ---------- | ------------ |
| 1988/89 | 4      | 3ª         | 11. místo  |              |
| 1989/90 | 4      | 3ª         | 2. místo   |              |
| 1990/91 | 4      | 3ª         | 2. místo   |              |
| 1991/92 | 3      | 2ªB        | 15. místo  |              |
| 1992/93 | 3      | 2ªB        | Odstoupení |              |
| 1993/94 | 5      | Reg. Pref. | 8. místo   |              |
| 1994/95 | 5      | Reg. Pref. | 5. místo   |              |
| 1995/96 | 5      | Reg. Pref. | —          |              |
| 1996/97 | 5      | Reg. Pref. | —          |              |
| 1997/98 | 5      | Reg. Pref. | —          |              |
| 1998/99 | 4      | 3ª         | 6. místo   |              |
| 1999/00 | 4      | 3ª         | 4. místo   |              |
| 2000/01 | 4      | 3ª         | 12. místo  |              |
| 2001/02 | 4      | 3ª         | 16. místo  |              |
| 2002/03 | 5      | 1ª Anda.   | 1. místo   |              |
| 2003/04 | 4      | 3ª         | 14. místo  |              |

| Sezóna  | Úroveň | Liga | Umístění  | Copa del Rey |
| ------- | ------ | ---- | --------- | ------------ |
| 2004/05 | 4      | 3ª   | 3. místo  |              |
| 2005/06 | 4      | 3ª   | 1. místo  |              |
| 2006/07 | 3      | 2ªB  | 3. místo  |              |
| 2007/08 | 3      | 2ªB  | 14. místo |              |
| 2008/09 | 3      | 2ªB  | 20. místo |              |
| 2009/10 | 4      | 3ª   | 17. místo |              |
| 2010/11 | 4      | 3ª   | 6. místo  |              |
| 2011/12 | 4      | 3ª   | 16. místo |              |
| 2012/13 | 4      | 3ª   | 10. místo |              |